# Hasan Kılıç
Hasan Kılıç (* 27. Juli 1992 in Utrecht) ist ein niederländisch-türkischer Fußballspieler.

## Karriere
Kılıç spielte u. a. in der Nachwuchsabteilung des FC Den Bosch und wurde hier 2010 in die Profimannschaft aufgenommen.
Nach hier Spielzeiten für die Utrechter wechselte er zur Saison 2014/15 in die türkische TFF 1. Lig zum nordtürkischen Vertreter Samsunspor. Hier spielte er drei Spielzeiten lang und wurde anschließend im Sommer 2017 vom Erstligisten Osmanlıspor FK verpflichtet.
In der Süper Lig kam Kılıç lediglich zu vier Einsätzen, sodass er für die Rückrunde der Saison 2017/18 an Denizlispor ausgeliehen wurde. Nach seiner Rückkehr spielte er noch zwei Jahre dort und ging dann weiter zu Adana Demirspor.
Im Sommer 2021 wechselte er zum Zweitligisten Samsunspor und ein Jahr später innerhalb der Liga zu Pendikspor.